# 1858 в Україні

## Події
- Перший фотопортрет Шевченка зроблений з натури

## Народились
- 15 січня Смарагда (Онищенко) Ніжинська (1858—1945) — ігуменя Ніжинського Свято-Введенського жіночого монастиря (1914—1927, 1941—1943).
- 21 січня Бубнов Микола Михайлович (1858—1943) — історик-медієвіст. Доктор історичних наук, професор
- 23 січня Освальд Бальцер (1858—1933) — польський історик і доктор права.
- 29 січня Васютинський Антон Федорович (1858—1935) — український і російський художник-медальєр.
- 15 лютого Марселла Сембріх (1858—1935) — польська оперна співачка (колоратурне сопрано).
- 1 березня Тутковський Павло Аполлонович (1858—1930) — український геолог, географ і педагог. Один з основоположників геології й географії України, дійсний член Української і Білоруської академій наук та Наукового товариства імені Шевченка.
- 8 березня Бузескул Владислав Петрович (1858—1931) — український історик античності, академік АН СРСР, академік ВУАН.
- 18 березня Демич Василь Федорович (1858—1930) — український дерматолог, венеролог, військовий лікар.
- 20 березня Людвік Фінкель (1858—1930) — бібліограф, професор і ректор (1911—1912) Львівського університету.
- 23 березня Дмитренко Юрій Мелентійович (1858—1918) — український архітектор.
- 28 березня Сємірадзький Юзеф (1858—1933) — польський геолог і палеонтолог, приват-доцен, екстраординарний професор, професор (1906—1932) університету Яна Казимира у Львові, ректор (1926—1927).
- 11 квітня Василович Лев Іванович (1858—1883) — український (галицький) письменник, літературознавець, педагог.
- 3 травня Ян Антоневич-Болоз (1858—1922) — польський історик, мистецтвознавець, літературознавець вірменського походження.
- 3 травня Колюмба Ґабріель (1858—1926) — римо-католицька релігійна діячка, блаженна РКЦ, засновниця Згромадження бенедиктинок.
- 3 травня Козаченко Георгій Олексійович (1858—1938/1939) — український та російський диригент, композитор та педагог, професор. Заслужений діяч мистецтв РСФСР.
- 4 травня Дриженко Федір Кирилович (1858—1922) — генерал Корпусу гідрографів Російської імперії, вчений-гідрограф, дослідник озера Байкал.
- 14 травня Левицький Федір Васильович (1858—1933) — український актор, режисер, театральний діяч, перекладач, драматург, заслужений артист УСРР.
- 29 травня Крижицький Костянтин Якович (1858—1911) — український художник, майстер реалістичного пейзажу. Педагог, громадський діяч, довголітній експонент пересувних виставок.
- 5 липня Мішон Олександр Михайлович (1858—1921) — російський фотограф, кінематографіст, журналіст, редактор та видавець. Засновник Бакинського фотографічного гуртка, член-фотограф Паризької національної академії.
- 13 липня Ян Гануш (1858—1887) — польський мовознавець-індоєвропеїст і славіст.
- 10 серпня Георгій Тодоров (1858—1934) — болгарський воєначальник, генерал-лейтенант.
- 17 серпня Тимофєєв Володимир Федорович (1858—1923) — український хімік.
- 14 вересня Масляк Володимир Іванович (1859—1924) — український письменник, поет, перекладач, критик, журналіст.
- 17 вересня Станіслав Рейхан (1858—1919) — польський художник, портретист, ілюстратор, педагог, професор.
- 22 вересня Фалієв Іван Нечипорович (1858—1924) — український учений у галузі рибництва.
- 26 вересня Міхал Сокальський (1858—1929) — польський письменник, краєзнавець, етнограф, педагог.
- 28 вересня Парфеній (Левицький) (1858—1922) — ректор Московської духовної семінарії. Відомий діяльною підтримкою української мови, вивчення історії, обрядів, пісень і української літератури. Редактор видання українського перекладу Чотириєвангелія.
- 1 жовтня Кащенко Адріан Феофанович (1858—1921) — український письменник, автор численних прозових творів про вікопомну героїку Запорозької Січі.
- 4 жовтня Миклашевський Іван Миколайович (1858—1901) — економіст та історик. Лауреат Уваровської премії.
- 8 жовтня Тадеуш Блотницький (1858—1928) — польський скульптор, представник академізму. Працював у Львові та Кракові.
- 28 жовтня Мальченко Степан Микитович (1858 — після 1923) — полковник Армії УНР.
- 20 листопада Мартос Микола Миколайович (1858—1933) — генерал-майор, генерал від інфантерії Російської імператорської армії. Учасник Білого руху.
- 23 листопада Башкирцева Марія Костянтинівна (1858—1884) — українська і французька художниця, майстриня жанрового живопису; авторка знаменитого «Щоденника».
- 26 листопада Загорський Іван Оникійович (1858—1904) — український актор.
- 7 грудня Окуневський Теофіл Іполитович (1858—1937) — український юрист, адвокат, дипломат, громадський і політичний діяч.
- 16 грудня Івановський Ігнатій Олександрович (1858- не раніше 1926) — український та російський юрист (державознавець та міжнародник), професор.
- 21 грудня Волкович Микола Маркіянович (1858—1928) — український хірург та вчений, академік ВУАН.
- 26 грудня Гузар Лев (1858—1923) — український правник, громадський діяч.
- 29 грудня Лепкий Данило Хомич (1858—1912) — український письменник, етнограф, публіцист, священник УГКЦ.
- Баранніков Олександр Іванович (1858—1883) — російський революціонер, член Виконавчого комітету партії «Народна воля».
- Сава Богданович (1858- після 1917) — священник-місіонер, духовний письменник, член III державної Думи від Київщини.
- Буховецький Савелій Григорович (1858—1915) — оперний і концертний співак (баритон), антрепренер.
- Галин Мартирій Андрійович (1858—1943) — лікар-хірург, доктор медицини, один із засновників Українського наукового товариства.
- Гросман Раїса Львівна (1858—1900) — російська революціонерка, член партії «Народна воля» та «Народне право».
- Іщенко Гапка Олександрівна (1858 — ?) — українська поетеса-самоучка, революціонерка.
- Каратницький Модест (1858—1940) — український правник, суддя, громадський діяч, голова Товариства українських правників. Посол Галицького сейму (1895—1901) та Австрійського райхсрату (1897—1900).
- Кранцфельд Мойсей Йосипович (1858—1924) — лікар-терапевт, фтизіатр.
- Левченко Микита Васильович (1858—1921) — український революційний народник.
- Молчановський Никандр Васильович (1858—1906) — український історик.
- Мончаловський Осип Андрійович (1858—1906) — український публіцист і журналіст з Галичини, що належав до руху москвофілів.
- Навроцька Ісидора Андріївна (1858—1952) — українська письменниця.
- Присецький Іван Миколайович (1858—1911) — народник, громадсько-політичний діяч, депутат I Державної Думи Російської імперії (конституційно-демократична фракція і Українська громада).
- Генрик Сальвер (1858 — р. см. невід.) — архітектор.
- Скубій Іван Миколайович (1858 — після 1909) — лірник.
- Страус Антон Емільович (1858 — 19??) — потомствений дворянин, дійсний статський радник, гірничий інженер, винахідник, сподвижник і партнер архітектора Владислава Городецького, підприємець, командор київського яхт-клубу.
- Тимінський Тарас (1858—1927) — церковний і громадський діяч Буковини, священник, архимандрит, єпископ-номінат і вікарій митрополії Буковини (1917—1918), член НТШ, діяч товариства «Просвіта», оборонець українських прав у Буковинській митрополії.
- Шкрібляк Микола Юрійович (1858—1920) — гуцульський майстер пласкої різьби на дереві.
- Ярошенко Митрофан Корнійович (1858—1926) — український актор, співак, режисер і антрепренер.

### Померли
- 3 січня Філарет (Амфітеатров) (1779—1858) — митрополит київський і галицький (1837—1857).
- 14 січня Михайло (Левицький) (1774—1858) — єпископ Української греко-католицької церкви; з 8 березня 1816 року Митрополит Галицький та Архієпископ Львівський — предстоятель Української греко-католицької церкви.
- 1 березня Казімеж Міхал Скібінський (1786—1858) — польський актор, співак, режисер, директор театру.
- 4 липня Стороженко Андрій Якович (1791—1858) — військовий і адміністративний діяч, історик і письменник.
- 20 серпня Барон де Шодуар Станислав Янович (1790—1858) — російський археолог, колекціонер-нумізмат, ентомолог, бібліофіл. Член-кореспондент Петербурзької академії наук з розряду історії і старожитностей російського Відділення історії, філології та політичних наук.
- 7 грудня Бороздна Іван Петрович (1804—1858) — письменник, писав російською мовою про українську Стародубщину.
- Закревський Віктор Олексійович (1807—1858) — український поміщик (один із власників села Березова Рудка), ротмістр у відставці, знайомий Тараса Шевченка.
- Костянтин Матезонський (1794—1858) — музичний діяч на Закарпатті.
- Тон Андрій Андрійович (1800—1858) — російський архітектор і викладач.

## Засновані, створені
- Головне управління Національної поліції у місті Києві
- Болградська гімназія імені Г.С. Раковського
- Дрогобицька гімназія імені Франца Йосифа I
- Халібовське вірменське училище
- Білоцерківський консервний завод
- Свято-Михайлівський кафедральний собор (Житомир)
- Готель «Європа» (Київ)
- Пам'ятник російським воїнам (Євпаторія)
- Поштова станція (Броники)
- Велика Дорога
- Верховина (Мелітопольський район)
- Гурщина
- Забарівка
- Небіж (село)
- Шишківка (Корюківський район)

## Видання
- Доля (вірш)
- Муза (вірш)
- Слава (вірш)